# Rivière Loïs
Pour les articles homonymes, voir Loïs.
La rivière Loïs est un affluent du lac Macamic, coulant dans le territoire des municipalités de Taschereau, Poularies et Macamic, dans la région administrative de l’Abitibi-Témiscamingue, au Québec, au Canada.

## Géographie
La rivière Loïs coule entièrement en territoire forestier. La foresterie constitue la principale activité économique de ce bassin versant ; les activités récréotouristiques, en second.
Le bassin versant de la rivière Loïs est desservie par la route 101 (sens nord-sud), la route 390 (sens est-ouest), le chemin du 1re et 2e rang pour la partie supérieure, le chemin du 2e rang de Macamic pour la partie inférieure.
Annuellement, la surface de la rivière est habituellement gelée de la mi-novembre à la mi-avril, toutefois la circulation sécuritaire sur la glace se fait généralement de la mi-décembre à la fin mars.
La rivière Loïs prend sa source à l’embouchure du lac Loïs, lequel chevauche les cantons de Privat et d’Aiguebelle. Ce lac constitue la limite nord du parc national d'Aiguebelle. L’embouchure du lac Loïs est située à 12,1 km à l'est de la route 101 et à 24,3 km du côté sud-est du centre-ville de Macamic.
Les principaux bassins versants voisins de la rivière Loïs sont :
- côté nord : lac Macamic, rivière La Sarre ;
- côté est : rivière Bellefeuille, ruisseau Royal-Roussillon, lac Loïs, ruisseau de l’Orignal ;
- côté sud : rivière Bassignac, ruisseau Patrice ;
- côté ouest : rivière Fréville, lac Fabiola, lac Lavoie, rivière Poularies, lac Abitibi.

À partir de sa source, la rivière Loïs coule sur 39,4 km selon les segments suivants :
Partie supérieure de la rivière Loïs (segment de 20,7 km)
- 2,1 km vers l'ouest, jusqu’à la rive est du lac Duchat (baie à Dion) ;
- 3,4 km vers l'ouest, en traversant une partie du lac Duchat (longueur : 5,2 km ; altitude : 305 km), jusqu’à son embouchure ;
- 3,2 km vers le nord, puis le nord-est, jusqu’au pont du chemin du 1re et 2e rang Est ;
- 6,2 km vers le nord-est, puis le nord-ouest, en traversant plusieurs zones de marais du côté ouest du village de Laferté, jusqu’à un ruisseau de l’Orignal (venant du nord-est) ;
- 5,8 km vers le nord-ouest en traversant une zone de marais en début de segment, jusqu’au pont de la route 390 ;

Partie inférieure de la rivière Loïs (segment de 18,7 km)
- 1,1 km vers le nord-ouest, jusqu’à un ruisseau Croche (venant du nord-est) ;
- 2,8 km vers l’ouest, jusqu’au cours d’eau Croteau (venant du nord) ;
- 5,7 km vers le sud-ouest de le nord-ouest, jusqu’au chemin du 8e et 9e rang est, que la rivière coupe à 0,4 km à l’est du centre du hameau Rivière-Loïs ;
- 3,9 km vers le nord en zone agricole et en longeant (du côté est) la route 101, jusqu’au pont du chemin du rang 10e et 1e ;
- 4,3 km vers le nord-ouest en zone agricole, jusqu’au pont de la route 111 (chemin du 2e rang) ;
- 0,9 km vers le nord-ouest en zone agricole et en passant du côté est du village de Macamic, jusqu’au pont ferroviaire situé à son embouchure[2]

Cette embouchure est localisée du côté est du village de Macamic, à :
- 10,3 km au sud de l’embouchure du lac Macamic ;
- 20,1 km au nord-est de l’embouchure de la rivière La Sarre ;
- 16,5 km à l’est du centre-ville de La Sarre ;
- 38,5 km à l’est de la frontière de l’Ontario ;
- 86,3 km à l’est de l’embouchure du Lac Abitibi ;
- 55,9 km au nord du centre-ville de Rouyn-Noranda.

L’embouchure de la rivière Loïs est située sur la rive sud du lac Macamic que le courant traverse vers le nord sur 11,1 km. Le lac Macamic se déverse dans la rivière La Sarre laquelle se déverse à son tour sur la rive nord-est du lac Abitibi. De là, le courant traverse le lac Abitibi vers l’ouest sur 83,4 km jusqu’à son embouchure, en contournant cinq grandes presqu’îles s’avançant vers le nord et plusieurs îles.
À partir de l’embouchure du lac Abitibi, le courant emprunte le cours de la rivière Abitibi, puis de la rivière Moose pour aller se déverser sur la rive sud de la baie James.

## Toponymie
Loïs est le prénom de la fille de John Rudolphus Booth, magnat de l'industrie forestière de la région de Hull qui exploitait des territoires situés autour du lac Kipawa. Le nom de la rivière Loïs qui est devenu officiel en 1968, a toutefois servi, vers 1934, à désigner l'actuel hameau de Laferté implanté juste au nord du lac Loïs, précisément sous la forme Lac-Loïs. Avant la date d'officialisation, le cours d'eau avait porté les noms Molesworth et Lartigue. Le prénom de la fille de cet industriel se retrouve également dans le lieu-dit de Lac-Loïs situé entre les lacs Loïs et Duchat et dans le hameau de Rivière-Loïs qui se rencontre sur la rive gauche de la rivière.
Le toponyme rivière Loïs a été officialisé le 5 décembre 1968 à la Commission de toponymie du Québec, soit à la création de cette commission.